# McKenzie (motorfietsmerk)
McKenzie is een historisch merk van motorfietsen.
Het was een Brits merk waarvan de fabriek eigenlijk gevestigd was aan de Saftsbury Avenue in Londen, maar lichte motorfietsen met 169 cc tweetakten liet bouwen door Hobart Cycle Co Ltd. in Coventry. De autocycles leken veel op de Lady’s Humber van voor de Eerste Wereldoorlog. Ook de 170 cc motorblokjes waren van Hobart. Rond 1923 werden de machientjes ook onder de naam Hobart verkocht.
De fabrikant was George H. McKenzie Autocycles Ltd., Warwick Row, te Coventry. Deze produceerde de motorfiets tussen 1921 en 1925.